# Humidité (construction)
Pour les articles homonymes, voir Humidité.
Le terme humidité utilisé dans le langage de la construction correspond à une présence anormale d'humidité dans un bâtiment. Celle-ci peut être sous forme de liquide, de vapeur d'eau ou de circulation capillaire.

## Les causes d’humidité
L'origine de l’humidité est variée selon les cas :
L'humidité issue de la constructionCelle-ci provient de résidus d'eau de gâchage des mortiers ou d'une protection insuffisante aux intempéries durant le chantier.
L'humidité issue des murs contre terreCette humidité peut être empêchée par des enduits hydrofuges et des membranes étanches ainsi que par le drainage des pieds de fondations.
L’humidité ascensionnelle ou remontées capillairesL'eau est absorbée par les matériaux poreux. La capillarité du matériau décrit la capacité de l'eau à progresser à l'intérieur du matériau par capillarité.
Les infiltrations d’eau de pluieDans les régions septentrionales, lors de fortes pluies, et notamment les pluies battantes, un mur peut recevoir par seconde jusqu'à six litres d'eau par mètre carré de surface. Une partie de cette eau va ruisseler en surface, l'autre va être absorbée dans des quantités qui varient en fonction de la capillarité du matériau de parement, de la qualité de ses finitions (fissures et joints notamment). D'autre part, les bas de mur peuvent être atteints par les gouttes de pluie qui rebondissent sur le sol.
Les pluies battantesLes pluies battantes forment un cas particulier d’exposition à la pluie, conjuguée à une exposition au vent. L'action de la  pluie battante sur les bâtiments se répartit en plusieurs groupes de sollicitation qui vont décider du comportement particulier que devra avoir un crépi, hydrofuge ou hydrophobe ou de la composition particulière d'un mur, par l'interposition d'une coulisse ventilée dans l'épaisseur du mur, comme c'est le cas pour les murs creux, technique adoptée en Belgique, en Allemagne, en Angleterre, en Écosse, aux Pays-Bas, dans les régions autour de la mer Baltique, ainsi que dans le Nord de la France à partir des années 30.
L’humidité ambiante des locauxCette humidité est naturellement présente dans l'air sous forme de vapeur d'eau. Cette humidité va être stockée dans les pores des matériaux hygroscopiques, tels le béton, le ciment ou le bois. Lorsque tous les pores sont remplis le matériau est saturé en eau. Lorsque les apports d'humidité dépassent la capacité de l'air à le contenir, une partie de cette humidité est amenée à se condenser. La ventilation permet de maintenir l'air à un taux d'humidité optimal (60 %) dit de confort hygrothermique. Cette humidité ambiante est particulièrement néfaste pour la conservation des collections.
L'humidité de condensationÀ proximité d'un mur non isolé ou d'un pont thermique, côté intérieur du mur, la température chute brutalement et l'air pour cette température doit condenser une partie de la vapeur d'eau qu'il contient pour retourner à un état d'équilibre. Cette condensation se fait à la surface ou à l'intérieur du matériau. Une humidité ambiante trop importante conduit à ventiler les locaux.
La présence d'eau liquidepeut avoir pour cause les propriétés hygrométriques particulière des matériaux qui absorbent l'eau sous forme de vapeur répandue dans l'atmosphère, la condensent dans leurs pores où elle devient latente et la restituent en certaines circonstances hygrothermiques sous forme d'une sorte de transpiration abondante. On voit alors les pierres se couvrir d'humidité qui se transforme bientôt çà et là en gouttelettes ruisselantes le long des murs. Les « pierres pleurent » dirent les ouvriers de ce phénomène.
Eaux de lavage et de séchageLes eaux de lavage et de séchage forme une source inévitable d'humidité domestique ;
L’humidité d'origine accidentelleÉclaboussures provoquées par les pneus des voitures; Inondations, fuites de l'installation sanitaire, débordements de lavabo, défaillances des systèmes d'évacuation des eaux pluviales (couverture, sous-toiture, gouttières et descentes d'eau pluviale, complexe d'étanchéité des toitures plates, etc.), fuite du réseau local de distribution d'eau; talutage ou remblais contre les murs, au-dessus des barrières d'étanchéité horizontales.
Propriété physique des matériauxLes matériaux forment un rempart plus ou moins efficace contre l'humidité. Par exemple, dans certaines constructions anciennes, le mur devait être suffisamment épais et suffisamment étanche pour qu'entre deux saisons successives de temps pluvieux, le mur ait le temps de sécher suffisamment pour qu'à aucun moment l'humidité du mur ne parvienne jusqu'à sa face intérieure. L'hygroscopicité d'un matériau décrit sa tendance à absorber l'humidité de l'air, par absorption ou par adsorption. La capillarité décrit les transferts d'humidité d'un matériau relativement à sa tension superficielle. La brique par exemple est capillaire mais pas hygroscopique.

## L’humidité dans les matériaux de construction

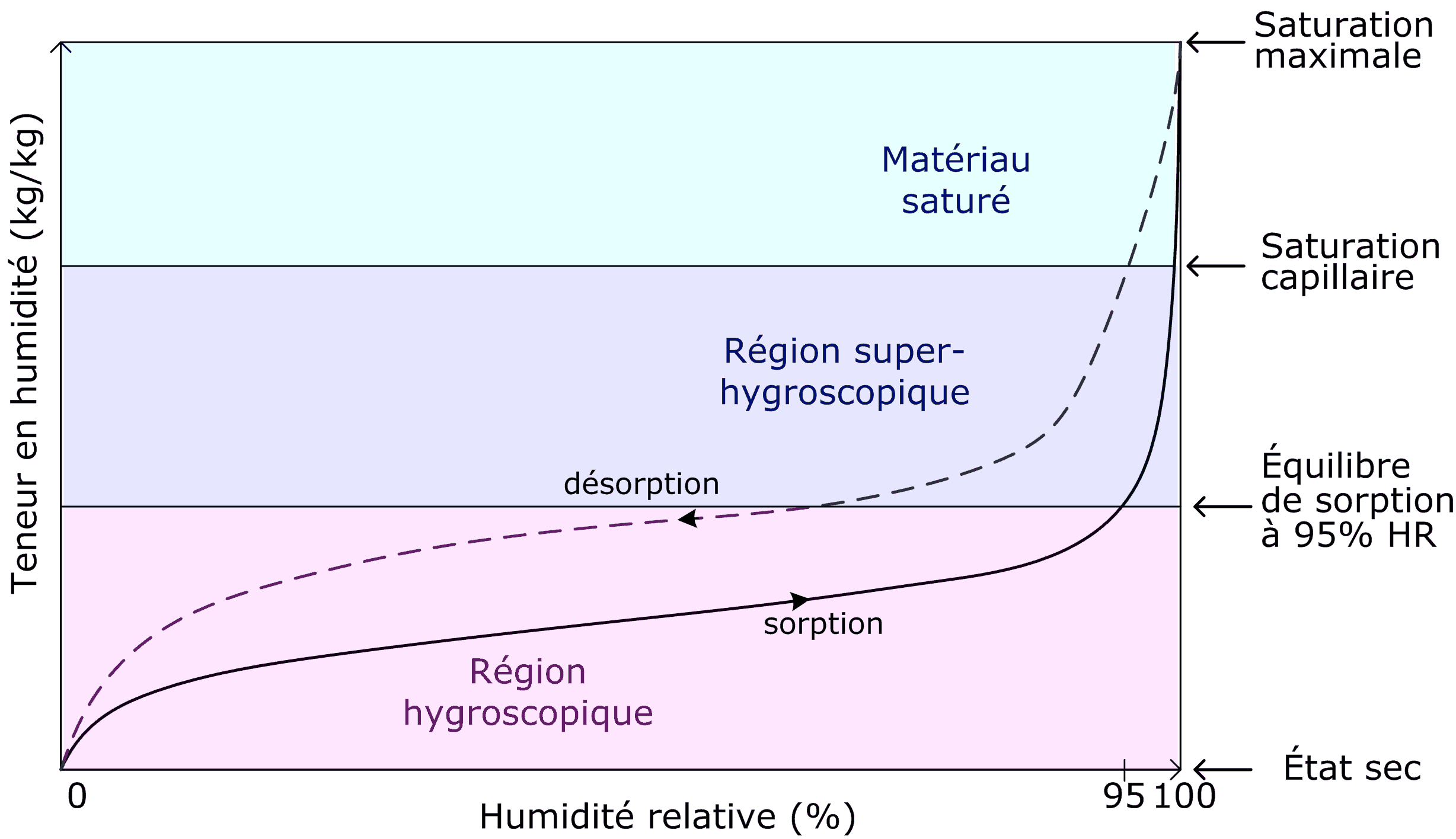
Forme typique de la courbe de sorption d'un matériau hygroscopique

La plupart des matériaux couramment utilisés dans la construction sont des matériaux poreux, c'est-à-dire qu'ils sont constitués d'une partie solide (la matrice) et d'air, contenus dans les pores. L'air et l'humidité peuvent circuler dans ce réseau. Les molécules d'eau vont donc pouvoir venir se déposer à l'intérieur du matériau. C'est ce qui explique le caractère hygroscopique de la plupart des matériaux du bâtiment. La courbe de sorption est la courbe qui décrit la quantité d'eau emmagasinée (taux d'humidité ou teneur en eau) dans un matériau en fonction de l'humidité relative. Elle est une caractéristique importante des matériaux quand on cherche à comprendre comment le matériau réagit en présence d'humidité.
L'humidité s'exprime en pourcentage et se calcule ainsi :
{\displaystyle \textstyle {\frac {\left(Masse_{humide}-Masse_{anhydre}\right)\times 100}{Masse_{anhydre}}}}

### Domaine hygroscopique
Lorsque de l'air humide est en contact avec un tel matériau, les molécules d'eau viennent se déposer (sont adsorbées) à la surface des pores, d'abord en couche mono-moléculaire, puis pluri-moléculaire. À ce stade, l'eau adsorbée est peu mobile, mais la vapeur peut se propager au sein du matériau, en fonction de la différence de pression partielle de vapeur: on parle de diffusion (loi de Fick).

### Domaine super-hygroscopique
Plus l'humidité relative de l'air augmente, plus la couche d'eau déposée sur la paroi du pore est épaisse: les pores les plus fins sont alors remplis : on parle de condensation capillaire. Quand suffisamment de pores sont remplis, l'eau peut se déplacer sous forme liquide dans le matériau. D'après la loi de Darcy, c'est la différence de pression qui cause le déplacement. En physique du bâtiment, l'effet de la gravité est le plus souvent négligeable par rapport à la force de capillarité ,,. C'est donc la tension capillaire qui est le potentiel moteur principal. Ceci explique par exemple que l'on puisse observer des remontées capillaires dans des parois bien au-dessus du niveau du sol. On peut parler de déplacement par capillarité. 

Tous les pores n'ayant pas la même dimension, seuls les plus fins sont déjà remplis : dans les autres, l'eau est encore présente sous forme de vapeur en équilibre avec un film adhérent à la surface du pore. Lorsque l'humidité relative s'approche de 100 %, ou que le matériau est plongé dans l'eau, l'humidité du matériau atteint la teneur en humidité à saturation capillaire. L'humidité ne circule plus que sous forme liquide.

### Domaine saturé
Le matériau peut toutefois, sous certaines conditions particulières, emmagasiner encore plus d'eau : c'est le domaine saturé. Lorsque le matériau est sous pression, ou bien qu'il y a de la condensation qui se produit, on force l'entrée d'eau liquide dans le matériau,. On peut alors aller jusqu'à remplir tout l'espace poreux : c'est la teneur en eau maximale. Dans ce domaine, les déplacements d'humidité se font uniquement sous forme liquide.

### Propagation de l'humidité
On distingue les propriétés vis-à-vis de la vapeur des propriétés vis-à-vis de l'eau liquide.

#### Résistance à la diffusion de vapeur
Même l'air oppose une certaine résistance au passage de la vapeur : on parle de perméabilité à la vapeur de l'air. Dans les matériaux, plusieurs facteurs augmentent cette résistance : 
- les molécules de vapeur entrent fréquemment en collision avec la matrice solide (effet Knudsen)
- le réseau poreux possède une certaine toruosité, ce qui allonge la distance à parcourir pour les molécules

La résistance à la diffusion de vapeur est donc multipliée par rapport à celle de l'air. Le facteur multiplicatif est appelé facteur de résistance à la diffusion de vapeur du matériau, noté généralement µ. C'est un nombre adimensionnel. Plus ce chiffre est grand, plus le matériau est résistant à la vapeur. Ainsi, une laine minérale aura un μ proche de 1, un matériau pare-vapeur un μ de plusieurs centaines ou milliers. C'est une propriété intrinsèque du matériau. 

Un autre nombre est parfois utilisé pour caractériser les produits du bâtiment : l'épaisseur d'air équivalent, notée Sd, et donnée en mètres. Elle indique l'épaisseur de la couche d'air qui aurait la même résistance que le produit. Par exemple, un pare-vapeur de Sd=20 m présente la même résistance au transfert de vapeur qu'une couche de 20 m d'air. C'est une caractéristique du produit, pas du matériau. Elle dépend de l'épaisseur. On l'obtient en multipliant le facteur de résistance à la diffusion de vapeur du matériau par l'épaisseur du produit.

{\displaystyle Sd=\mu \times \mathrm {{\acute {e}}paisseur} }

#### Conductivité liquide
Selon la structure poreuse du matériau, celui-ci va conduire, par capillarité, plus ou moins bien l'eau liquide. La loi de Jurin décrit la propagation de l'eau liquide dans un capillaire: la hauteur atteinte est inversement proportionnelle au rayon du pore. Autrement dit, plus un pore est fin, plus l'eau peut aller loin; plus un pore est large, moins l'eau monte. Dans un matériau, c'est tout le réseau poreux qu'il faut prendre en compte, qui peut comporter des pores de toute taille. La capacité d'un matériau de conduire l'eau est donc une caractéristique de ce matériau : elle est appelée conductivité liquide.

### Effets pratiques

#### Condensation dans les parois
Dans les pays tempérés, en hiver, l'humidité à l'intérieur (la pression de vapeur) est plus importante qu'à l'extérieur. La vapeur va donc migrer de l'intérieur (côté chaud) vers l'extérieur (côté froid). Si la vapeur peut entrer dans la paroi (c'est le cas quand les matériaux présentent une faible résistance à la vapeur), mais se retrouve ensuite bloquée côté froid par un matériau peu perméable, elle risque de condenser.

#### Accumulation d'humidité sans condensation
Même sans condensation, si un matériau est exposé suffisamment longtemps à une humidité relative élevée, il peut absorber une grande quantité d'humidité (voir la courbe de sorption). Cette teneur en eau élevée peut, selon les matériaux avoir des conséquences néfastes : éclatement à la suite du gel, corrosion, pourrissement, etc.

#### Remontées capillaires
Lorsqu'une paroi est en contact avec un sol plus humide qu'elle, elle va, par capillarité, s'imbiber d'humidité et ce tant que le poids de l'eau absorbée sera compensée par la force de capillarité.

## Les techniques et moyens d’y remédier

### Trouver la cause
Avant d'analyser la manière dont l'humidité est présente dans les matériaux, il est conseillé de faire une recherche de fuite.
Cette étape permet de déceler la provenance de cette humidité et d'en réparer la cause si cela est possible.

### Remontées capillaires
Remontées capillaires, remontées d'humidité telluriques, humidité des murs, humidité ascensionnelle, sont les termes souvent utilisés pour désigner la montée d'humidité naturelle par les fondations des bâtiments anciens (ou récents) qui sont dépourvus d'étanchéité. Le bas des murs de constructions anciennes ayant été la plupart du temps  réalisé sans coupure d’arase étanche (disposition obligatoire à partir de novembre 1959 par la DTU 20.1) cela engendre un effet de mèche dans le gros-œuvre par remontée d'humidité par capillarité, selon le principe de la loi de Jurin.
L'humidité persistante d'origine tellurique dans les murs est possible seulement lorsque ces conditions sont réunies:
- On mesure un passage d'eau dessous le bâtiment. À la baguette de sourcier ou un matériel électronique du type géo-magnétomètre. La profondeur du passage d'eau n'a aucun rapport avec la montée d'humidité (il a été mesuré, par exemple, le niveau d'eau d'un puits tout proche d'une "église très humide" : moins 32 mètres!)[réf. souhaitée]
- L'absence d'une arase étanche. Disposition constructive conforme au D.T.U.20.1.
- Les matériaux ont des capillaires. Dans certaines régions, il y a très longtemps, un lit d'ardoise en pied de mur était utilisé, avec succès.
- Une charge électrique est mesurable en surface et en profondeur des matériaux humides, en zone d'évaporation.
- La présence de sels minéraux hygroscopiques en profondeur dans la maçonnerie et en concentration à la surface des enduits. Ils sont mesurables. C'est eux qui dégradent les enduits à l'extérieur et à l'intérieur.

### Teneur en humidité des matériaux
La teneur en humidité des matériaux est la seule mesure qui permet, associée à d'autres traceurs physiques et chimiques, d'affirmer avec une fiabilité totale, la phase des molécules d'eau présentes. Phases liquide et gazeuse sont les deux phases constatées. Cette mesure se réalise sur le chantier à la bombe à carbure. Elle permet de quantifier l'humidité avant travaux, d'effectuer des mesures de suivi d'un assèchement des murs. On utilise aussi la bombe à carbure lors des mesures de siccité des dalles béton neuves avant la pose d'un parement de finition.

### Combattre l'humidité
La réussite d'un chantier exposé à un problème d'humidité n'est pas très compliquée, elle demande de l'expérience, la rigueur de l'étude, l'objectivité du conseil et la connaissance des moyens disponibles. Pour ne pas faire d'erreurs qui coûtent trop cher (dégradation partielle de la remise en état et réfection à nouveau des parties dégradées...) il est recommandé de s'adresser préalablement aux travaux à un technicien-conseil humidité. On recherche un technicien-conseil humidité pour les cas difficiles persistants d'humidité, embarrassants. Pour une fuite ponctuelle et localisée, souvent prise en charge par les assurances, on fait appel à un plombier.

### Le technicien-conseil humidité
Le technicien-conseil humidité est une compétence particulière, pour certains c'est un nouveau métier. Formé à l'école de l'humidité des bâtiments, le technicien-humidité suit une formation méthodique complète qui lui permet d'établir d'où vient l'humidité, il est apte à faire les recommandations pour parvenir à régler les problèmes. Il est assisté, dans les cas les plus difficiles, par le centre de ressources techniques de l'école. La mission du technicien-conseil humidité comprend l'étude qui va conduire au diagnostic, en contenant au mieux les dépenses de travaux. Le technicien-conseil humidité connait les divers procédés d'assèchement, les moyens de remise en état à mettre en œuvre.Ces problèmes requièrent une attention sérieuse. Malheureusement, il n’est pas aisé de les résoudre seul, mieux vaut donc contacter un spécialiste.

### L'étude
L'étude du bâti est réalisée à l'aide de séries de mesures de teneur en eau des matériaux, à la bombe à carbure, afin de déterminer la quantité d'humidité présente en surface ou en profondeur des murs. Cette première série de mesures (mesures par carottages) est incontournable car elle va constater la phase (liquide ou gazeuse) de l'humidité, elle indique la cause de l'humidité, elle quantifie l'humidité des matériaux en prévision d'un contrôle, d'un suivi comparatif après la mise en œuvre d'un traitement d'assèchement des murs et (ou) des sols humides. Les analyses chimiques complètent les mesures réalisées à la bombe à carbure, ce sont des traceurs qui indiquent l'origine de l'humidité. La mesure de la charge électrique présente dans les matériaux est un élément complémentaire indispensable pour valider les choix d'un éventuel procédé de traitement, ou pas. Divers problèmes, plus ou moins importants ou difficiles à interpréter peuvent être identifiés.
- Les condensations causées par un excès d'humidité dans l'air.
- Les remontées d'humidité telluriques ou remontées capillaires.
- Les fuites sur évacuations, réseaux fermés (chauffage), réseaux d'adductions, etc.
- Les infiltrations de toutes sortes.
- Les micro-fuites, souvent à l'origine de nombreuses méprises.

### Les traitements
L'étude préalable sérieuse, objective, exhaustive, est la seule méthode pour décider de l'utilité d'un traitement, éventuellement choisir celui qui convient pour obtenir un bon résultat à long terme.
Le technicien-conseil humidité connaît la plupart des techniques de traitements. Il sait recommander en fonction de la configuration du bâti et des matériaux utilisés pour le construire. Il guidera vers les procédés les plus fiables, qui présentent les meilleures garanties et au meilleur rapport coût global.